# Ctenomys maulinus
Туко-туко Мауле (Ctenomys maulinus) — вид гризунів родини тукотукових, який мешкає в південно-центральній частині Чилі в провінціях Талька (VII Регіон Мауле) й Каутин (IX Регіон Арауканія) і в Аргентині, в провінції Неукен в патагонського степу на висотах 900–2000 м над рівнем моря.

## Опис
Хутро займає широкий діапазон кольорів від світло-коричневого через оливково-коричневий до темно-коричневого. Живіт часто лише трохи світліший за спину. Каріотип: 2n=26 FN=50. Середні виміри: довжина голови й тіла 204,7, хвоста 86,6, задніх лап 39,4 мм.